# Boeing Business Jet
Pour les articles homonymes, voir BBJ.

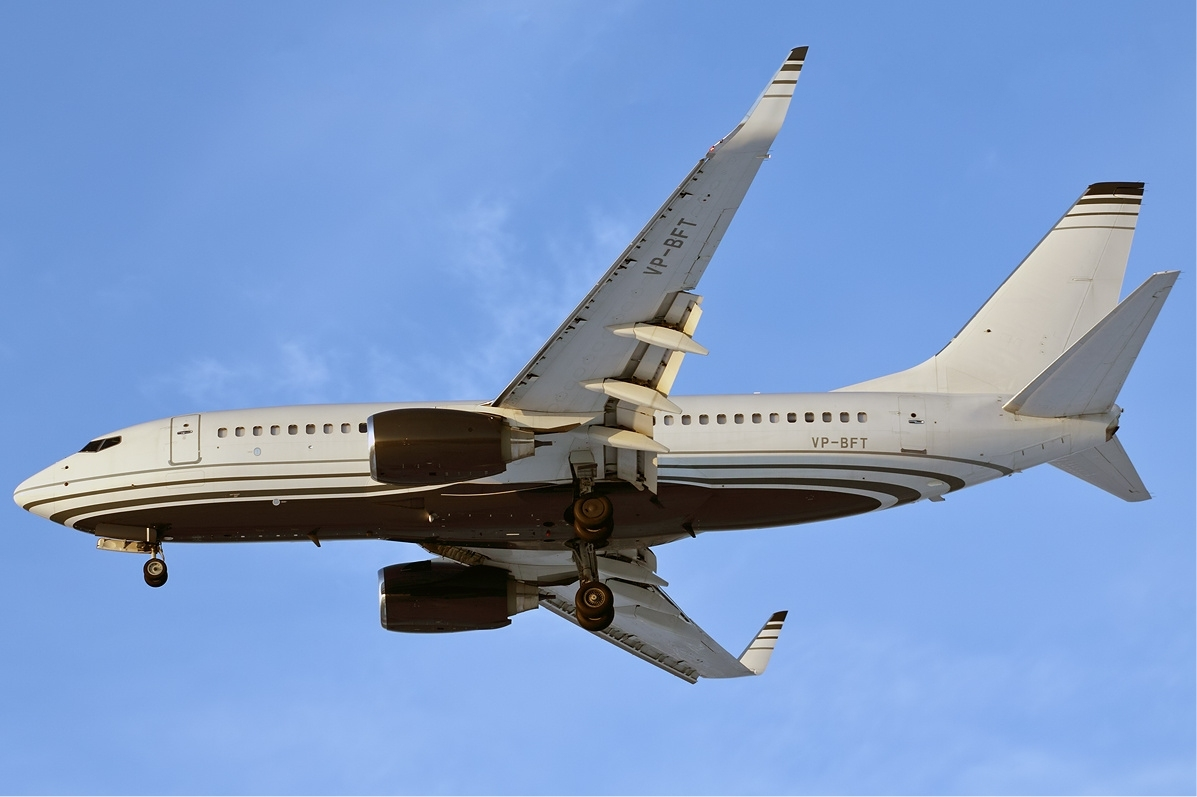
Un BBJ1, basé sur le 737-700.

Les Boeing Business Jets (BBJ) constituent une gamme d'avions de ligne aménagés spécialement pour un usage privé créée par Boeing en 1996. Ces aménagements proposent en outre des chambres à coucher, des salles de bains avec douches, des salles à manger ou de réunion et un vaste salon. Boeing ne proposait initialement que des Boeing 737 aménagés. Face au succès rencontré, la flotte BBJ s'est étendue avec les Boeing 777 VIP, Boeing 787 VIP et Boeing 747-8 VIP possédant des capacités d'emport plus importantes et des rayons d'actions accrus.

## Historique
Durant la fin des années 1990, les jets privés à fuselage large créèrent un véritable engouement. Cependant, aucun constructeur n'était présent sur ce segment. Le seul recours était la "privatisation" d'avions commerciaux à fuselage large tels que les 757 ou 767. En effet, les avions étaient livrés blancs et sans aucun aménagement pour être ensuite transformés en luxueux jets. La gamme BBJ, lancée le 15 juin 1996, n'était pas une innovation. À travers celle-ci, Boeing répondait à la demande croissante en jets privés moyen et long-courriers à forte capacité d'emport. La commercialisation de cette gamme homogène possédant un aménagement optimisé permit de réduire les coûts et les délais de production.
Boeing commença par proposer ses 737 BBJ qui seront suivis par les 777 VIP, 747-8 VIP et 787 VIP. 
Fin 2012, Boeing annonce la commercialisation des modèles BBJ MAX 8 et BBJ MAX 9, respectivement basés sur les 737 MAX 8 et 737 MAX 9. Le fuselage est élargi, la motorisation revue avec les nouveaux LEAP-1B de CFM International, améliorant nettement la consommation et le rayon d'action.  
Après le lancement de la série BBJ, Airbus riposta en proposant ses Airbus ACJ (Aircraft Corporate Jetliner). Le premier fut l'A319 ACJ dérivé de l'A319 auquel suivit une flotte entière d'appareils privés, de l'A318 ACJ à l'A380 ACJ.
Les deux familles forment une concurrence aux constructeurs d'avions d'affaires haut de gamme, tels que Dassaut avec les avions Falcon, Gulfstream, Bombardier et la famille Global Express, ou encore Embraer et le Lineage 1000.

## La gamme BBJ

### 737 BBJ
La famille 737 BBJ fut lancée en 1999. Elle apporta un souffle nouveau dans le monde du jet d'affaires et est, par ailleurs, la plus vendue. Trois versions existent, les BBJ1 (ou BBJ), BBJ2 et BBJ3 respectivement basées sur les 737-700, 737-800 et 737-900. À celles-ci s'ajoute une version convertible passager/fret 737-700C elle-même basée sur le Boeing C-40 Clipper, variante militaire du 737. Leur capacité d'emport varie, selon les versions, de 8 à 50 passagers et le rayon d'action atteint 6 200 milles nautiques (11 480 km).
Les principaux changements par rapport aux versions commerciales sont :
- ajout de winglet (ou ailettes), allongement vertical du bout d'aile permettant une portance supérieure et de notables économies de carburant (entre 5 et 7 % d'économies) ;
- ajout de réservoirs de carburant pour un rayon d'action accru ;
- ajout d'un escalier escamotable permettant d'opérer sur des aéroports possédant des moyens au sol limités ;
- certification ETOPS 180 permettant l'utilisation de la plupart des routes aériennes long-courrier.

### BBJ MAX 8&9
Les BBJ MAX 8 et 9 sont basés sur les modèles de quatrième génération de Boeing 737 MAX 8 et 9.

### 747-8 VIP
Cette version du 747-8 Intercontinental possède un rayon d'action de 9 260 milles nautiques (17 150 km et conserve les caractéristiques du 747-8 conventionnel. L'aménagement intérieur est entièrement personnalisable par le client. La première livraison a été effectuée le 28 février 2012. Son prix s'élève à environ 336 M$ pour chaque unité.

### 777 VIP

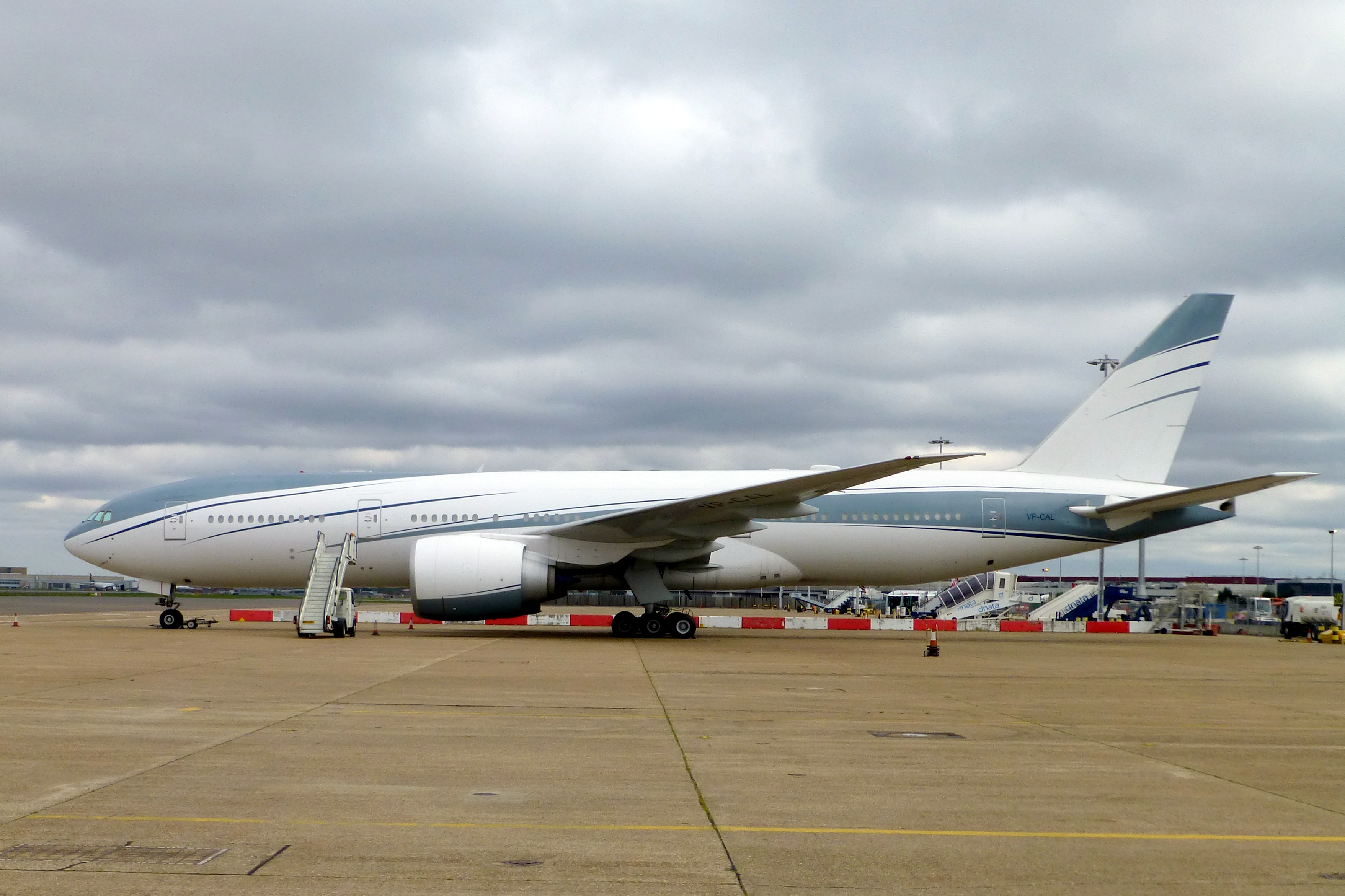
Boeing 777 VIP basé sur le Boeing 777 Worldliner.

Le biréacteur long-courrier de la firme est proposé en trois versions, respectivement 777-200LR, 777-200ER et 777-300ER, gardant leurs caractéristiques. Le montant varie, en fonction des versions, entre 260 et 320 M$.

### 787 VIP
Le dernier biréacteur estampillé Boeing, conçu avec des matériaux composites, est disponible en deux versions ; les 787-8 et 787-9. Ceux-ci possèdent les mêmes caractéristiques que les versions commerciales, Boeing les propose entre 253 et 280 M$.

### Historique des commandes et des livraisons
Commandes et livraisons de juin 1996 à fin septembre 2016 : 
| Modèle BBJ / VIP       | Commandes | Livraisons |
| ---------------------- | --------- | ---------- |
| Boeing 737             | 15        | 13         |
| BBJ (BBJ1, BBJ2, BBJ3) | 164       | 162        |
| Boeing 757             | 5         | 5          |
| BBJ MAX                | 12        | 0          |
| Boeing 767             | 8         | 8          |
| Boeing 777             | 9         | 8          |
| Boeing 787             | 15        | 9          |
| Boeing 747-400         | 3         | 3          |
| Boeing 747-8           | 8         | 8          |
| Total                  | 239       | 216        |